# Emil Paul Tscherrig
Emil Paul Tscherrig (Unteremss, 3. veljače 1947.) švicarski je prelat Katoličke Crkve koji je svoju karijeru proveo u diplomatskoj službi Svete Stolice. Postao je nadbiskup 1996. i od tada je obnašao dužnosti apostolskog nuncija u nekoliko zemalja. Bio je nuncij u Italiji i San Marinu kada se povukao iz diplomatske službe 2024. godine.
Papa Franjo je 9. srpnja 2023. najavio da ga planira imenovati kardinalom na konzistoriju zakazanom za 30. rujna. Na tom konzistoriju imenovan je kardinalom-đakonom crkve San Giuseppe al Trionfale.